# Kanał Irtysz-Karamay-Urumczi
Kanał Irtysz-Karamay-Urumczi (chiń. 引额济克(乌)工程), znany także pod nazwą Projekt 635 – system kanałów, zapór wodnych oraz zbiorników retencyjnych w północnej części chińskiego regionu Sinciang. Służy do skierowania wód Irtyszu, jednej z największych rzek świata, do ubogich w wodę rejonów Sinciangu, gdzie wykorzystywany jest do irygacji oraz w przemyśle.
Główny kanał rozpoczyna się w pobliżu zapory Projekt 635 w Fuhai w prefekturze Altay. Biegnie przez 134 km w kierunku południowym i południowo-zachodnim aż do rzeki Ulungur He, którą przekracza przy pomocy akweduktu. Następnie rozdziela się na kanał zachodni, biegnący z kierunku Karamay oraz wschodni kierujący się ku Urumczi.
Budowa kanału została ukończona w 1999 roku. W 2012 kierowano do niego 800 milionów m³ wody Irtyszu. Planuje się zwiększenie objętości do miliarda metrów sześciennych do 2020 roku.
Kanał pochłania nawet do 1/3 przepływu Irtyszu, co spotyka się z krytyką ze strony leżących w jego dolnym biegu Rosji i Kazachstanu (który wykorzystuje wodę rzeki m.in. do generowania prądu w elektrowniach wodnych oraz dostarczania wody pitnej do Astany i innych miast za pomocą kanału Irtysz-Karaganda).